# Zelena Dolîna, Krînîcikî
Zelena Dolîna (în ucraineană Зелена Долина) este un sat în comuna Adamivka din raionul Krînîcikî, regiunea Dnipropetrovsk, Ucraina.

## Demografie
Componența lingvistică a localității Zelena Dolîna
     Ucraineană (97,1%)
     Rusă (2,54%)
     Alte limbi (0,36%)
Conform recensământului din 2001, majoritatea populației localității Zelena Dolîna era vorbitoare de ucraineană (97,1%), existând în minoritate și vorbitori de rusă (2,54%).